# Amblydromalus congeae
Amblydromalus congeae är en spindeldjursart som först beskrevs av De Leon 1965a.  Amblydromalus congeae ingår i släktet Amblydromalus och familjen Phytoseiidae. Inga underarter finns listade i Catalogue of Life.